# Pompeia de vi
La lex Pompeia de vi va ser una antiga llei romana aprovada a proposta de Gneu Pompeu Magne, que ordenava investigar qui havien estat els assassins de Publi Clodi Pulcre mort a la via Àpia, els autors de l'incendi del palau del Senat i els que havien entrat a la casa de l'interrex Marc Lèpid.